# أرندت كون
أرندت كون (بالألمانية: Arndt Kohn)‏ هو سياسي ألماني، ولد في 3 سبتمبر 1980 في شتولبرغ في ألمانيا. حزبياً، نشط في الحزب الديمقراطي الاجتماعي الألماني. في انتخابات البرلمان الأوروبي في ألمانيا 2014 ‏، انتخب عضو في البرلمان الأوروبي عن دائرة ألمانيا لترشحه ضمن قائمة الحزب الديمقراطي الاجتماعي الألماني، وقد انضم خلال فترته النيابية (25 مايو 2014 – ) للكتلة البرلمانية التحالف التقدمي للاشتراكيين والديمقراطيين.